# Darren Manning
 (mai 2025).
Si vous disposez d'ouvrages ou d'articles de référence ou si vous connaissez des sites web de qualité traitant du thème abordé ici, merci de compléter l'article en donnant les références utiles à sa vérifiabilité et en les liant à la section « Notes et références ».
Darren Manning né le 30 avril 1975 à Yorkshire est un pilote automobile anglais.

## Carrière
- 1993 : Formule Vauxhall
- 1994 : Formule Vauxhall
- 1995 : Formule Vauxhall
- 1996 : Championnat de Grande-Bretagne de Formule 3
- 1997 : Championnat de Grande-Bretagne de Formule 3
- 1998 : Championnat de Grande-Bretagne de Formule 3
- 1999 : Championnat du Japon de Formule 3
- 2000 : Formule 3000 - Pilote essayeur de l'écurie de Formule 1 British American Racing
- 2001 : Pilote essayeur de l'écurie de Formule 1 British American Racing
- 2002 : SCSA - CART
- 2003 : CART
- 2004 : Indy Racing League
- 2005 : Indy Racing League - A1 Grand Prix
- 2006 : A1 Grand Prix
- 2007 : Indy Racing League